# Atsa
L'Atsa (en russe : Аца) est une rivière de Russie qui coule dans le kraï de Transbaïkalie en Sibérie orientale. C'est un affluent du Tchikoï en rive gauche, donc un sous-affluent de l'Ienisseï par le Tchikoï, la Selenga, le lac Baïkal, puis l'Angara.

## Géographie
Le bassin versant de l'Atsa a une superficie de 2 050 km2 (surface de taille équivalente à celle du département français des Yvelines, ou encore, à la moitié de celle de la province de Liège en Belgique). Son débit moyen à l'embouchure est de 18,4 m3/s.
L'Atsa prend sa source en Bouriatie, dans la partie méridionale des monts Iablonovy. La rivière est une abondante rivière de montagne. Au sein de ces montagnes, le cours de la rivière est globalement orienté du sud-est vers le nord-ouest. Elle se jette dans le Tchikoï en rive gauche, au niveau de la localité d'Oust-Atsa un peu en aval de la ville de Chmilbilik.
L'Atsa est habituellement gelée depuis la première quinzaine de novembre, jusqu'à la fin du mois d'avril.

## Hydrométrie - Les débits mensuels à Atsa
Le débit de l'Atsa a été observé pendant 49 ans (de 1949 à 1997) à Atsa, petite localité située 17 kilomètres en amont de son embouchure dans le Tchikoï, à une altitude de 838 mètres.
Le débit inter annuel moyen ou module observé à Atsa sur cette période était de 18,4 m3/s pour une surface étudiée de 2 010 km2, c'est-à-dire la quasi-totalité du bassin versant de la rivière qui en compte 2050. La lame d'eau écoulée dans ce bassin versant se monte ainsi à 289 millimètres par an, ce qui doit être considéré comme élevé, du moins dans le cadre de la Bouriatie du sud, et résulte de la relative abondance des précipitations arrosant son bassin.
Rivière alimentée en partie par la fonte des neiges des sommets des Iablonovy, mais aussi par les pluies d'été et d'automne, l'Atsa est un cours d'eau de régime nivo-pluvial.
Les hautes eaux se déroulent du printemps jusqu'au début de l'automne, de mai à septembre, avec un premier sommet en mai, qui correspond au dégel et à la fonte des neiges. Un deuxième sommet se manifeste en juillet-août, lié aux maxima pluviométriques de la région. En octobre puis en novembre, le débit chute lourdement, ce qui mène à la période des basses eaux. Celle-ci a lieu de novembre à la mi-avril, et correspond aux gelées intenses qui s'abattent sur toute la Sibérie, et qui sont particulièrement dures dans ces régions montagneuses.
Le débit moyen mensuel observé en mars (minimum d'étiage) est de 1,94 m3/s, soit quelque 5 % du débit moyen du mois de mai (37,9 m3/s), ce qui signe des variations saisonnières d'amplitude moyennes pour la Sibérie. Ces écarts saisonniers peuvent cependant être largement plus importants suivant les années. Ainsi sur la durée d'observation de 49 ans, le débit mensuel minimal a été de 0,04 m3/s en février 1969 (à peine 40 litres), tandis que le débit mensuel maximal s'élevait à 94 m3/s en août 1985.
En ce qui concerne la période estivale, libre de glaces (de mai à septembre inclus), le débit mensuel minimal observé a été de 3,30 m3/s en juin 1990, ce qui implique des étiages estivaux parfois prononcés.